# Jagdhunde (Film)
Jagdhunde ist eine deutsche Tragikomödie aus dem Jahr 2007 und der Debütfilm der Regisseurin Ann-Kristin Reyels mit Constantin von Jascheroff, Josef Hader und Luise Berndt in den Hauptrollen.

## Handlung
Lars lebt mit seinem Vater Henrik in einem kleinen Dorf in der Uckermark. Weihnachten steht bevor. Da sie in der Region neu sind und niemanden kennen, werden die beiden allgemein ignoriert. Auch die Beziehung von Vater und Sohn ist von Sprachlosigkeit geprägt.
Zum Weihnachtsfest soll Lars seine Mutter Brigitte in Berlin besuchen. Am Bahnhof begegnet ihm allerdings Marie, die ihn mit auf eine Weihnachtsfeier im Ort nimmt, sodass Lars seinen Zug versäumt.
Wieder zu Hause begegnet Lars überrascht seiner Tante Jana. Das Verhältnis zwischen ihr und seinem Vater Henrik ist offensichtlich. 
Als dieser auf Lars Anwesenheit aggressiv und zurückweisend reagiert fühlt Lars sich überflüssig und trifft sich erneut mit seiner neuen Bekanntschaft Marie.
Am Heiligen Abend selbst steht Lars’ Mutter aus Berlin ohne Vorankündigung mit ihrem Liebhaber vor der Tür: Das Familienchaos scheint perfekt ...

## Kritiken
Der Film wurde bei Filmkritikern überwiegend positiv aufgenommen. Oftmals gelobt wurden die Darsteller Constantin von Jascheroff und Josef Hader. 

„Wie subtil und sensibel hier verschiedene Familienmodelle ausgelotet werden, wie innig und doch diskret die aufkeimende Liebe zwischen Lars und Marie gezeigt wird, erstaunt bei einem Debütfilm. Hier verdankt die Regisseurin wohl auch Einiges einem bis in die Nebenrollen hinein sehr starken Ensemble: als kathartischer Filter wirkt in der Hauptrolle der «Falsche Bekenner» Constantin von Jascheroff mit Filmvater Josef Hader als wortkarg-vitalem Gegenpol, der dem Film die nötige Erdung verleiht. Aber auch Ulrike Krumbiegel und Judith Engel im schwesterlichen Rollenkampf um Mann, Kind und Lebenskonzept meistern den Spagat zwischen unterdrückter Trauer und Wut und aktionistischem Frohsinn mit großer Intensität.“

„Dysfunktionale Familien in der schneeweißen Einöde der Uckermark auf der verzweifelten Suche nach Halt und Geborgenheit – man mag bei dieser Prämisse kaum glauben, dass „Jagdhunde“ bei aller inhärenten Tragik so witzig und scharfzüngig ist. Josef Hader spielt wie schon in den Brenner-Filmen einen wortkargen Sarkast, der hier nur noch trauriger wirkt und in einer unglücklichen Beziehung mit der Schwester seiner Frau steckt, während sein Sohn überraschend Weihnachten bei ihm verbringt.“

## Auszeichnungen
- 2007: Nachwuchsförderpreis der DEFA-Stiftung auf dem Filmkunstfest Mecklenburg-Vorpommern